# Peleopoda
Peleopoda é um gênero de traça pertencente à família Agonoxenidae.